# Elecciones municipales de 2015 en la provincia de Castellón
Las Elecciones Municipales de 2015 en la provincia de Castellón se celebraron el 24 de mayo de 2015, junto con las elecciones a las Cortes Valencianas de 2015.

## Resultados electorales

### Resultados globales
| ← Elecciones municipales de 2015 en la provincia de Castellón → |         |           |            |            |
| Partido                                                         | Votos   | Variación | Porcentaje | Concejales |
| Participación                                                   | 300 550 | 4 306     | 71,03 %    | 1099       |
| Votos nulos                                                     | 5 731   | 141       | 1,91 %     | -          |
| Voto en blanco                                                  | 4 528   | 2441      | 1,54 %     | -          |
| PP                                                              | 96 384  | 42777     | 32,69 %    | 529        |
| PSPV-PSOE                                                       | 83 780  | 3248      | 28.42 %    | 376        |
| Compromís                                                       | 36 354  | 26089     | 12.33 %    | 87         |
| Cs                                                              | 24 358  | -         | 8.26 %     | 31         |
| Acord Ciutadà                                                   | 12 224  | -         | 4.15 %     | 19         |

### Resultados en los principales municipios
En la siguiente tabla se muestran los resultados electorales en los 20 municipios más habitados de la provincia de Castellón.
| Municipio         | Municipio                           | Alcalde y gobierno saliente                                  | Partido   | Votos  | %     | Concejales | +/- | Alcalde y gobierno electo                                              |
| ----------------- | ----------------------------------- | ------------------------------------------------------------ | --------- | ------ | ----- | ---------- | --- | ---------------------------------------------------------------------- |
|                   | Castellón de la Plana 27 concejales | - Alcalde: Alfonso Bataller (PP) - Gobierno municipal: PP    | PP        | 20 741 | 25,94 | 8          | 7   | - Alcalde: Amparo Marco (PSOE) - Gobierno municipal: PSOE              |
| PSOE              | Castellón de la Plana 27 concejales | - Alcalde: Alfonso Bataller (PP) - Gobierno municipal: PP    | 16 803    | 21,02  | 7     | 2          |     | - Alcalde: Amparo Marco (PSOE) - Gobierno municipal: PSOE              |
| C’s               | Castellón de la Plana 27 concejales | - Alcalde: Alfonso Bataller (PP) - Gobierno municipal: PP    | 12 004    | 15,01  | 4     | 4          |     | - Alcalde: Amparo Marco (PSOE) - Gobierno municipal: PSOE              |
| Compromís         | Castellón de la Plana 27 concejales | - Alcalde: Alfonso Bataller (PP) - Gobierno municipal: PP    | 11 135    | 13,93  | 4     | 2          |     | - Alcalde: Amparo Marco (PSOE) - Gobierno municipal: PSOE              |
| Cs en Moviment    | Castellón de la Plana 27 concejales | - Alcalde: Alfonso Bataller (PP) - Gobierno municipal: PP    | 10 443    | 13,06  | 4     | 4          |     | - Alcalde: Amparo Marco (PSOE) - Gobierno municipal: PSOE              |
|                   | Villarreal 25 concejales            | - Alcalde: José Benlloch (PSOE) - Gobierno municipal: PSOE   | PSOE      | 10 896 | 43,90 | 13         | 5   | - Alcalde: José Benlloch (PSOE) - Gobierno municipal: PSOE             |
| PP                | Villarreal 25 concejales            | - Alcalde: José Benlloch (PSOE) - Gobierno municipal: PSOE   | 5703      | 22,98  | 6     | 6          |     | - Alcalde: José Benlloch (PSOE) - Gobierno municipal: PSOE             |
| Compromís         | Villarreal 25 concejales            | - Alcalde: José Benlloch (PSOE) - Gobierno municipal: PSOE   | 3908      | 15,75  | 4     | 1          |     | - Alcalde: José Benlloch (PSOE) - Gobierno municipal: PSOE             |
| C’s               | Villarreal 25 concejales            | - Alcalde: José Benlloch (PSOE) - Gobierno municipal: PSOE   | 1858      | 7,49   | 2     | 2          |     | - Alcalde: José Benlloch (PSOE) - Gobierno municipal: PSOE             |
|                   | Burriana 21 concejales              | - Alcalde: José Ramón Calpe (PP) - Gobierno municipal: PP    | PP        | 4724   | 29,03 | 7          | 4   | - Alcalde: María José Safont (PSOE) - Gobierno municipal: PSOE         |
| PSOE              | Burriana 21 concejales              | - Alcalde: José Ramón Calpe (PP) - Gobierno municipal: PP    | 4152      | 25,52  | 6     | 1          |     | - Alcalde: María José Safont (PSOE) - Gobierno municipal: PSOE         |
| Compromís         | Burriana 21 concejales              | - Alcalde: José Ramón Calpe (PP) - Gobierno municipal: PP    | 2190      | 13,46  | 3     | 3          |     | - Alcalde: María José Safont (PSOE) - Gobierno municipal: PSOE         |
| Se Puede Burriana | Burriana 21 concejales              | - Alcalde: José Ramón Calpe (PP) - Gobierno municipal: PP    | 1562      | 9,60   | 2     | 2          |     | - Alcalde: María José Safont (PSOE) - Gobierno municipal: PSOE         |
| CIBUR             | Burriana 21 concejales              | - Alcalde: José Ramón Calpe (PP) - Gobierno municipal: PP    | 1387      | 8,52   | 2     | 1          |     | - Alcalde: María José Safont (PSOE) - Gobierno municipal: PSOE         |
| C's               | Burriana 21 concejales              | - Alcalde: José Ramón Calpe (PP) - Gobierno municipal: PP    | 1206      | 7,41   | 1     | 1          |     | - Alcalde: María José Safont (PSOE) - Gobierno municipal: PSOE         |
|                   | Vall de Uxó 21 concejales           | - Alcalde: Óscar Clavell (PP) - Gobierno municipal: PP       | PP        | 6377   | 34,61 | 8          | 3   | - Alcalde: Tania Baños (PSOE) - Gobierno municipal: PSOE               |
| PSOE              | Vall de Uxó 21 concejales           | - Alcalde: Óscar Clavell (PP) - Gobierno municipal: PP       | 4845      | 26,30  | 6     | 1          |     | - Alcalde: Tania Baños (PSOE) - Gobierno municipal: PSOE               |
| Acord Ciutadà     | Vall de Uxó 21 concejales           | - Alcalde: Óscar Clavell (PP) - Gobierno municipal: PP       | 2438      | 13,23  | 3     | 3          |     | - Alcalde: Tania Baños (PSOE) - Gobierno municipal: PSOE               |
| Compromís         | Vall de Uxó 21 concejales           | - Alcalde: Óscar Clavell (PP) - Gobierno municipal: PP       | 1701      | 9,23   | 2     | 2          |     | - Alcalde: Tania Baños (PSOE) - Gobierno municipal: PSOE               |
| Som La Vall       | Vall de Uxó 21 concejales           | - Alcalde: Óscar Clavell (PP) - Gobierno municipal: PP       | 1433      | 7,78   | 1     | 1          |     | - Alcalde: Tania Baños (PSOE) - Gobierno municipal: PSOE               |
| C's               | Vall de Uxó 21 concejales           | - Alcalde: Óscar Clavell (PP) - Gobierno municipal: PP       | 1154      | 6,26   | 1     | 1          |     | - Alcalde: Tania Baños (PSOE) - Gobierno municipal: PSOE               |
|                   | Vinaroz 21 concejales               | - Alcalde: Juan Bautista Juan (PP) - Gobierno municipal: PP  | PP        | 3851   | 30,15 | 8          | 3   | - Alcalde: Enric Pla (TSV) - Gobierno municipal: TSV                   |
| Tots Som Vinaròs  | Vinaroz 21 concejales               | - Alcalde: Juan Bautista Juan (PP) - Gobierno municipal: PP  | 2589      | 20,27  | 5     | 5          |     | - Alcalde: Enric Pla (TSV) - Gobierno municipal: TSV                   |
| PSOE              | Vinaroz 21 concejales               | - Alcalde: Juan Bautista Juan (PP) - Gobierno municipal: PP  | 2328      | 18,23  | 4     | 2          |     | - Alcalde: Enric Pla (TSV) - Gobierno municipal: TSV                   |
| Compromís         | Vinaroz 21 concejales               | - Alcalde: Juan Bautista Juan (PP) - Gobierno municipal: PP  | 1153      | 9,03   | 2     | 2          |     | - Alcalde: Enric Pla (TSV) - Gobierno municipal: TSV                   |
| Acord Ciutadà     | Vinaroz 21 concejales               | - Alcalde: Juan Bautista Juan (PP) - Gobierno municipal: PP  | 791       | 6,19   | 1     | 1          |     | - Alcalde: Enric Pla (TSV) - Gobierno municipal: TSV                   |
| PVI               | Vinaroz 21 concejales               | - Alcalde: Juan Bautista Juan (PP) - Gobierno municipal: PP  | 772       | 6,04   | 1     | 1          |     | - Alcalde: Enric Pla (TSV) - Gobierno municipal: TSV                   |
|                   | Benicarló 21 concejales             | - Alcalde: Marcelino Domingo (PP) - Gobierno municipal: PP   | PSOE      | 3380   | 30,03 | 7          | 1   | - Alcalde: Xaro Miralles (PSOE) - Gobierno municipal: PSOE             |
| PP                | Benicarló 21 concejales             | - Alcalde: Marcelino Domingo (PP) - Gobierno municipal: PP   | 3080      | 27,36  | 7     | 6          |     | - Alcalde: Xaro Miralles (PSOE) - Gobierno municipal: PSOE             |
| Compromís         | Benicarló 21 concejales             | - Alcalde: Marcelino Domingo (PP) - Gobierno municipal: PP   | 1840      | 16,35  | 4     | 2          |     | - Alcalde: Xaro Miralles (PSOE) - Gobierno municipal: PSOE             |
| C’s               | Benicarló 21 concejales             | - Alcalde: Marcelino Domingo (PP) - Gobierno municipal: PP   | 1474      | 13,09  | 3     | 3          |     | - Alcalde: Xaro Miralles (PSOE) - Gobierno municipal: PSOE             |
|                   | Almazora 21 concejales              | - Alcalde: Vicente Casanova (PP) - Gobierno municipal: PP    | PP        | 3500   | 30,55 | 7          | 4   | - Alcalde: Susanna Nicolau (Compromís) - Gobierno municipal: Compromís |
| PSOE              | Almazora 21 concejales              | - Alcalde: Vicente Casanova (PP) - Gobierno municipal: PP    | 2713      | 23,68  | 6     | 6          |     | - Alcalde: Susanna Nicolau (Compromís) - Gobierno municipal: Compromís |
| Compromís         | Almazora 21 concejales              | - Alcalde: Vicente Casanova (PP) - Gobierno municipal: PP    | 2680      | 23,39  | 5     | 1          |     | - Alcalde: Susanna Nicolau (Compromís) - Gobierno municipal: Compromís |
| SPA               | Almazora 21 concejales              | - Alcalde: Vicente Casanova (PP) - Gobierno municipal: PP    | 1111      | 9,70   | 2     | 2          |     | - Alcalde: Susanna Nicolau (Compromís) - Gobierno municipal: Compromís |
| C's               | Almazora 21 concejales              | - Alcalde: Vicente Casanova (PP) - Gobierno municipal: PP    | 882       | 7,70   | 1     | 1          |     | - Alcalde: Susanna Nicolau (Compromís) - Gobierno municipal: Compromís |
|                   | Onda 21 concejales                  | - Alcalde: Salvador Aguilella (PP) - Gobierno municipal: PP  | PP        | 4622   | 37,43 | 9          | 3   | - Alcalde: Ximo Huguet (PSOE) - Gobierno municipal: PSOE               |
| PSOE              | Onda 21 concejales                  | - Alcalde: Salvador Aguilella (PP) - Gobierno municipal: PP  | 3726      | 30,17  | 8     | 8          |     | - Alcalde: Ximo Huguet (PSOE) - Gobierno municipal: PSOE               |
| Compromís         | Onda 21 concejales                  | - Alcalde: Salvador Aguilella (PP) - Gobierno municipal: PP  | 843       | 6,83   | 1     | 1          |     | - Alcalde: Ximo Huguet (PSOE) - Gobierno municipal: PSOE               |
| OSSP              | Onda 21 concejales                  | - Alcalde: Salvador Aguilella (PP) - Gobierno municipal: PP  | 818       | 6,62   | 1     | 1          |     | - Alcalde: Ximo Huguet (PSOE) - Gobierno municipal: PSOE               |
| Acord Ciutadà     | Onda 21 concejales                  | - Alcalde: Salvador Aguilella (PP) - Gobierno municipal: PP  | 717       | 5,81   | 1     | 1          |     | - Alcalde: Ximo Huguet (PSOE) - Gobierno municipal: PSOE               |
| C's               | Onda 21 concejales                  | - Alcalde: Salvador Aguilella (PP) - Gobierno municipal: PP  | 655       | 5,30   | 1     | 1          |     | - Alcalde: Ximo Huguet (PSOE) - Gobierno municipal: PSOE               |
|                   | Benicasim 17 concejales             | - Alcalde: Susana Marqués (PP) - Gobierno municipal: PP      | PP        | 2768   | 31,25 | 6          | 3   | - Alcalde: Susana Marqués (PP) - Gobierno municipal: PP                |
| Compromís         | Benicasim 17 concejales             | - Alcalde: Susana Marqués (PP) - Gobierno municipal: PP      | 1493      | 16,85  | 3     | 2          |     | - Alcalde: Susana Marqués (PP) - Gobierno municipal: PP                |
| PSOE              | Benicasim 17 concejales             | - Alcalde: Susana Marqués (PP) - Gobierno municipal: PP      | 1342      | 15,15  | 3     | 2          |     | - Alcalde: Susana Marqués (PP) - Gobierno municipal: PP                |
| C’s               | Benicasim 17 concejales             | - Alcalde: Susana Marqués (PP) - Gobierno municipal: PP      | 1170      | 13,21  | 2     | 2          |     | - Alcalde: Susana Marqués (PP) - Gobierno municipal: PP                |
| Acord Ciutadà     | Benicasim 17 concejales             | - Alcalde: Susana Marqués (PP) - Gobierno municipal: PP      | 1094      | 12,35  | 2     | 2          |     | - Alcalde: Susana Marqués (PP) - Gobierno municipal: PP                |
| ARB               | Benicasim 17 concejales             | - Alcalde: Susana Marqués (PP) - Gobierno municipal: PP      | 585       | 6,60   | 1     | 1          |     | - Alcalde: Susana Marqués (PP) - Gobierno municipal: PP                |
|                   | Nules 17 concejales                 | - Alcalde: Mario García (PP) - Gobierno municipal: PP        | PP        | 2986   | 41,37 | 8          | 3   | - Alcalde: David García (CCD) - Gobierno municipal: CCD                |
| PSOE              | Nules 17 concejales                 | - Alcalde: Mario García (PP) - Gobierno municipal: PP        | 1784      | 24,72  | 4     | 1          |     | - Alcalde: David García (CCD) - Gobierno municipal: CCD                |
| Acord Ciutadà     | Nules 17 concejales                 | - Alcalde: Mario García (PP) - Gobierno municipal: PP        | 1278      | 17,71  | 3     | 1          |     | - Alcalde: David García (CCD) - Gobierno municipal: CCD                |
| IPN               | Nules 17 concejales                 | - Alcalde: Mario García (PP) - Gobierno municipal: PP        | 593       | 8,22   | 1     | 1          |     | - Alcalde: David García (CCD) - Gobierno municipal: CCD                |
| CCD               | Nules 17 concejales                 | - Alcalde: Mario García (PP) - Gobierno municipal: PP        | 457       | 6,33   | 1     | 1          |     | - Alcalde: David García (CCD) - Gobierno municipal: CCD                |
|                   | Alcora 17 concejales                | - Alcalde: Mercedes Mallol (PP) - Gobierno municipal: PP     | PP        | 2264   | 38,60 | 7          | 7   | - Alcalde: Víctor García (Compromís) - Gobierno municipal: Compromís   |
| PSOE              | Alcora 17 concejales                | - Alcalde: Mercedes Mallol (PP) - Gobierno municipal: PP     | 1742      | 29,70  | 5     | 2          |     | - Alcalde: Víctor García (Compromís) - Gobierno municipal: Compromís   |
| Compromís         | Alcora 17 concejales                | - Alcalde: Mercedes Mallol (PP) - Gobierno municipal: PP     | 942       | 16,06  | 3     | 1          |     | - Alcalde: Víctor García (Compromís) - Gobierno municipal: Compromís   |
| CET               | Alcora 17 concejales                | - Alcalde: Mercedes Mallol (PP) - Gobierno municipal: PP     | 445       | 7,59   | 1     | 1          |     | - Alcalde: Víctor García (Compromís) - Gobierno municipal: Compromís   |
| C’s               | Alcora 17 concejales                | - Alcalde: Mercedes Mallol (PP) - Gobierno municipal: PP     | 360       | 6,14   | 1     | 1          |     | - Alcalde: Víctor García (Compromís) - Gobierno municipal: Compromís   |
|                   | Oropesa del Mar 13 concejales       | - Alcalde: Rafael H. Albert (PP) - Gobierno municipal: PP    | PP        | 1446   | 40,85 | 6          | 4   | - Alcalde: Rafael H. Albert (PP) - Gobierno municipal: PP              |
| PSOE              | Oropesa del Mar 13 concejales       | - Alcalde: Rafael H. Albert (PP) - Gobierno municipal: PP    | 592       | 16,72  | 2     | 2          |     | - Alcalde: Rafael H. Albert (PP) - Gobierno municipal: PP              |
| Compromís         | Oropesa del Mar 13 concejales       | - Alcalde: Rafael H. Albert (PP) - Gobierno municipal: PP    | 564       | 15,93  | 2     | 2          |     | - Alcalde: Rafael H. Albert (PP) - Gobierno municipal: PP              |
| C's               | Oropesa del Mar 13 concejales       | - Alcalde: Rafael H. Albert (PP) - Gobierno municipal: PP    | 538       | 15,20  | 2     | 2          |     | - Alcalde: Rafael H. Albert (PP) - Gobierno municipal: PP              |
| SSPOM             | Oropesa del Mar 13 concejales       | - Alcalde: Rafael H. Albert (PP) - Gobierno municipal: PP    | 360       | 10,17  | 1     | 1          |     | - Alcalde: Rafael H. Albert (PP) - Gobierno municipal: PP              |
|                   | Segorbe 13 concejales               | - Alcalde: Rafael Calvo (PP) - Gobierno municipal: PP        | PP        | 2267   | 42,63 | 6          | 2   | - Alcalde: Rafael Magdalena (PSOE) - Gobierno municipal: PSOE          |
| PSOE              | Segorbe 13 concejales               | - Alcalde: Rafael Calvo (PP) - Gobierno municipal: PP        | 1825      | 34,32  | 5     | 1          |     | - Alcalde: Rafael Magdalena (PSOE) - Gobierno municipal: PSOE          |
| AESP              | Segorbe 13 concejales               | - Alcalde: Rafael Calvo (PP) - Gobierno municipal: PP        | 877       | 16,49  | 2     | 2          |     | - Alcalde: Rafael Magdalena (PSOE) - Gobierno municipal: PSOE          |
|                   | Peñíscola 13 concejales             | - Alcalde: Andrés Martínez (PP) - Gobierno municipal: PP     | PP        | 1500   | 48,54 | 7          | 2   | - Alcalde: Andrés Martínez (PP) - Gobierno municipal: PP               |
| La Roca           | Peñíscola 13 concejales             | - Alcalde: Andrés Martínez (PP) - Gobierno municipal: PP     | 645       | 20,87  | 3     | 3          |     | - Alcalde: Andrés Martínez (PP) - Gobierno municipal: PP               |
| PSOE              | Peñíscola 13 concejales             | - Alcalde: Andrés Martínez (PP) - Gobierno municipal: PP     | 627       | 20,29  | 2     | 1          |     | - Alcalde: Andrés Martínez (PP) - Gobierno municipal: PP               |
| C’s               | Peñíscola 13 concejales             | - Alcalde: Andrés Martínez (PP) - Gobierno municipal: PP     | 281       | 9,09   | 1     | 1          |     | - Alcalde: Andrés Martínez (PP) - Gobierno municipal: PP               |
|                   | Alcalá de Chivert 13 concejales     | - Alcalde: Francisco Juan (PP) - Gobierno municipal: PP      | PP        | 1635   | 47,09 | 7          | 1   | - Alcalde: Francisco Juan (PP) - Gobierno municipal: PP                |
| PSOE              | Alcalá de Chivert 13 concejales     | - Alcalde: Francisco Juan (PP) - Gobierno municipal: PP      | 1129      | 32,52  | 4     | 4          |     | - Alcalde: Francisco Juan (PP) - Gobierno municipal: PP                |
| Compromís         | Alcalá de Chivert 13 concejales     | - Alcalde: Francisco Juan (PP) - Gobierno municipal: PP      | 399       | 11,49  | 1     | 1          |     | - Alcalde: Francisco Juan (PP) - Gobierno municipal: PP                |
| C's               | Alcalá de Chivert 13 concejales     | - Alcalde: Francisco Juan (PP) - Gobierno municipal: PP      | 247       | 7,11   | 1     | 1          |     | - Alcalde: Francisco Juan (PP) - Gobierno municipal: PP                |
|                   | Moncófar 13 concejales              | - Alcalde: Jaime Picher (PSOE) - Gobierno municipal: PSOE    | PP        | 1261   | 37,97 | 5          | 1   | - Alcalde: Wenceslao Alós (PP) - Gobierno municipal: PP                |
| PSOE              | Moncófar 13 concejales              | - Alcalde: Jaime Picher (PSOE) - Gobierno municipal: PSOE    | 1062      | 31,98  | 5     | 1          |     | - Alcalde: Wenceslao Alós (PP) - Gobierno municipal: PP                |
| Compromís         | Moncófar 13 concejales              | - Alcalde: Jaime Picher (PSOE) - Gobierno municipal: PSOE    | 551       | 16,59  | 2     | 1          |     | - Alcalde: Wenceslao Alós (PP) - Gobierno municipal: PP                |
| C’s               | Moncófar 13 concejales              | - Alcalde: Jaime Picher (PSOE) - Gobierno municipal: PSOE    | 399       | 12,01  | 1     | 1          |     | - Alcalde: Wenceslao Alós (PP) - Gobierno municipal: PP                |
|                   | Almenara 13 concejales              | - Alcalde: Vicente Gil (PSOE) - Gobierno municipal: PSOE     | PSOE      | 1738   | 48,94 | 7          | 7   | - Alcalde: Estíbaliz Pérez (PSOE) - Gobierno municipal: PSOE           |
| PP                | Almenara 13 concejales              | - Alcalde: Vicente Gil (PSOE) - Gobierno municipal: PSOE     | 1047      | 29,48  | 4     | 2          |     | - Alcalde: Estíbaliz Pérez (PSOE) - Gobierno municipal: PSOE           |
| Compromís         | Almenara 13 concejales              | - Alcalde: Vicente Gil (PSOE) - Gobierno municipal: PSOE     | 572       | 16,11  | 2     | 2          |     | - Alcalde: Estíbaliz Pérez (PSOE) - Gobierno municipal: PSOE           |
|                   | Bechí 13 concejales                 | - Alcalde: Alfred Remolar (BLOC) - Gobierno municipal: BLOC  | Compromís | 2101   | 59,62 | 9          | 4   | - Alcalde: Alfred Remolar (Compromís) - Gobierno municipal: Compromís  |
| PP                | Bechí 13 concejales                 | - Alcalde: Alfred Remolar (BLOC) - Gobierno municipal: BLOC  | 557       | 15,81  | 2     | 2          |     | - Alcalde: Alfred Remolar (Compromís) - Gobierno municipal: Compromís  |
| Acord Ciutadà     | Bechí 13 concejales                 | - Alcalde: Alfred Remolar (BLOC) - Gobierno municipal: BLOC  | 452       | 12,83  | 1     | 1          |     | - Alcalde: Alfred Remolar (Compromís) - Gobierno municipal: Compromís  |
| PSOE              | Bechí 13 concejales                 | - Alcalde: Alfred Remolar (BLOC) - Gobierno municipal: BLOC  | 366       | 10,39  | 1     | 2          |     | - Alcalde: Alfred Remolar (Compromís) - Gobierno municipal: Compromís  |
|                   | Torreblanca 13 concejales           | - Alcalde: Juan Manuel Peraire (PP) - Gobierno municipal: PP | PP        | 1035   | 34,78 | 5          | 1   | - Alcalde: María Josefa Tena (PSOE) - Gobierno municipal: PSOE         |
| PSOE              | Torreblanca 13 concejales           | - Alcalde: Juan Manuel Peraire (PP) - Gobierno municipal: PP | 935       | 31,42  | 4     | 2          |     | - Alcalde: María Josefa Tena (PSOE) - Gobierno municipal: PSOE         |
| Compromís         | Torreblanca 13 concejales           | - Alcalde: Juan Manuel Peraire (PP) - Gobierno municipal: PP | 388       | 13,04  | 2     | 1          |     | - Alcalde: María Josefa Tena (PSOE) - Gobierno municipal: PSOE         |
| C's               | Torreblanca 13 concejales           | - Alcalde: Juan Manuel Peraire (PP) - Gobierno municipal: PP | 379       | 12,74  | 2     | 2          |     | - Alcalde: María Josefa Tena (PSOE) - Gobierno municipal: PSOE         |
|                   | Borriol 13 concejales               | - Alcalde: Iban Pauner (PP) - Gobierno municipal: PP         | PP        | 1070   | 36,81 | 5          | 1   | - Alcalde: Silverio Tena (Compromís) - Gobierno municipal: Compromís   |
| Compromís         | Borriol 13 concejales               | - Alcalde: Iban Pauner (PP) - Gobierno municipal: PP         | 915       | 31,48  | 5     | 2          |     | - Alcalde: Silverio Tena (Compromís) - Gobierno municipal: Compromís   |
| VdeB              | Borriol 13 concejales               | - Alcalde: Iban Pauner (PP) - Gobierno municipal: PP         | 378       | 13,00  | 2     | 1          |     | - Alcalde: Silverio Tena (Compromís) - Gobierno municipal: Compromís   |
| PSOE              | Borriol 13 concejales               | - Alcalde: Iban Pauner (PP) - Gobierno municipal: PP         | 342       | 11,76  | 1     | 2          |     | - Alcalde: Silverio Tena (Compromís) - Gobierno municipal: Compromís   |